# Estação Liujia
Liujia (chinês: 六家車站, pinyin: Liùjiā Chēzhàn) é uma estação ferroviária da Taiwan Railways Administration em Zhubei, condado de Hsinchu, Taiwan. Faz parte da linha Liujia e foi aberta em 11 de novembro de 2011.